# Xyris rubella
Xyris rubella är en gräsväxtart som beskrevs av Gustaf Oskar Andersson Malme. Xyris rubella ingår i släktet Xyris och familjen Xyridaceae. Inga underarter finns listade i Catalogue of Life.